# Leonid Utiosow
Leonid Osipowicz Utiosow, ros. Леонид Осипович Утёсов, (właśc. Lejzer Josifowicz Wajsbejn, ros. Лейзер Йосифович Вайсбейн; ur. 21 marca 1895 w Odessie, zm. 9 marca 1982 w Moskwie) – rosyjski i radziecki muzyk jazzowy, piosenkarz, komik i aktor filmowy, żydowskiego pochodzenia. 

## Życiorys
Urodził się w Odessie jako Lejzer Wajsbejn. Pochodził z rodziny żydowskiej.
Jego najbardziej znaną rolą filmową jest występ w filmie Świat się śmieje (1934) Grigorija Aleksandrowa.
W Odessie, w mieszkaniu, w którym mieszkał z rodziną w czasach młodości, znajduje się muzeum poświęcone artyście.